# Kirilo Olekszijovics Budanov
Kirilo Olekszijovics Budanov (cirill betűkkel: Кирило Олексійович Буданов; Kijev, 1986. január 4.) ukrán katonatiszt. 2020 augusztusától az ukrán katonai hírszerző szolgálat, a Felderítő Főcsoportfőnökség (HUR) vezetője.

## Életrajza
2007-ben végzett az Odesszai Műszaki Egyetem keretei között működő katonai főiskolán (2011-től Odesszai Katonai Akadémia). Utána az Ukrán Fegyveres Erők Felderítő Főcsoportfőnökségének különleges egységeinél szolgált.
2023 februárjában a Nép Szolgája parlamenti frakciójának vezetője David Arahamija bejelentette, hogy Olekszij Reznyikov védelmi minisztert menesztik, a poszton Budanov fogja váltani. Reznyikov leváltására akkor azonban nem került sor. Reznyikovot fél évvel később, 2023. szeptember 3-án mentették fel.
2020. augusztus 5-én Ukrajna elnöke kinevezte a Felderítő Főcsoportfőnökség vezetőjévé.

## Rendfokozatai
- hadnagy (2007)
- főhadnagy (2010)
- százados (2013)
- őrnagy (2016)
- alezredes (2018)
- ezredes (2020)
- dandártábornok (2021. augusztus 24.)[6]
- vezérőrnagy (2022. április 3.)[7]